# 2,2,2-Tricloroetanol
El 2,2,2-tricloroetanol és el compost químic de fórmula C2H3Cl3O. La seva molècula es pot descriure com un etanol, amb els tres àtoms d'hidrogen a la posició 2 reemplaçats per àtoms de clor. És un líquid transparent i inflamable a temperatura ambient, incolor quan és pur però sovint amb un color groc suau.
Els efectes farmacològics d’aquest compost en els éssers humans són similars als del profàrmac hidrat de cloral i del clorobutanol. Històricament, s'ha utilitzat com un sedant hipnòtic. El fàrmac triclofós (2,2,2-tricloroetil fosfat) es metabolitza in vivo al 2,2,2-tricloroetanol. L'exposició crònica pot causar danys als ronyons i al fetge.
El 2,2,2-tricloroetanol es pot afegir als gels SDS-PAGE per habilitar la detecció fluorescent de proteïnes sense haver de passar per un procés de tinció, això serveix per a l'immunoblast o per a altres tècniques analítiques.

## Utilitat a la síntesi orgànica
El 2,2,2-tricloroetanol és un grup protector efectiu per als àcids carboxílics per la seva facilitat per afegir-se i eliminar-se.

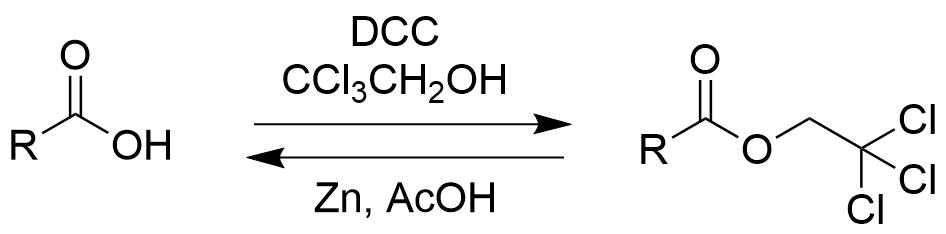